# Ceratoclasis sulpitialis
Ceratoclasis sulpitialis is een vlinder uit de familie van de grasmotten (Crambidae). De wetenschappelijke naam van de soort is voor het eerst gepubliceerd in 1906 door Charles Swinhoe.
De soort komt voor in Indonesië (Sumatra).